# Limonar (kommun)
Limonar är en kommun i Kuba.   Den ligger i provinsen Matanzas, i den nordvästra delen av landet, 90 km öster om huvudstaden Havanna.